# Tramway de La Haye

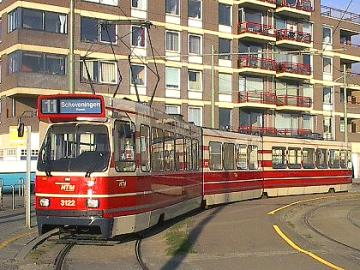
Boucle de retournement de la ligne 11 au terminus de Scheveningen Haven avec un tram de type GTL.

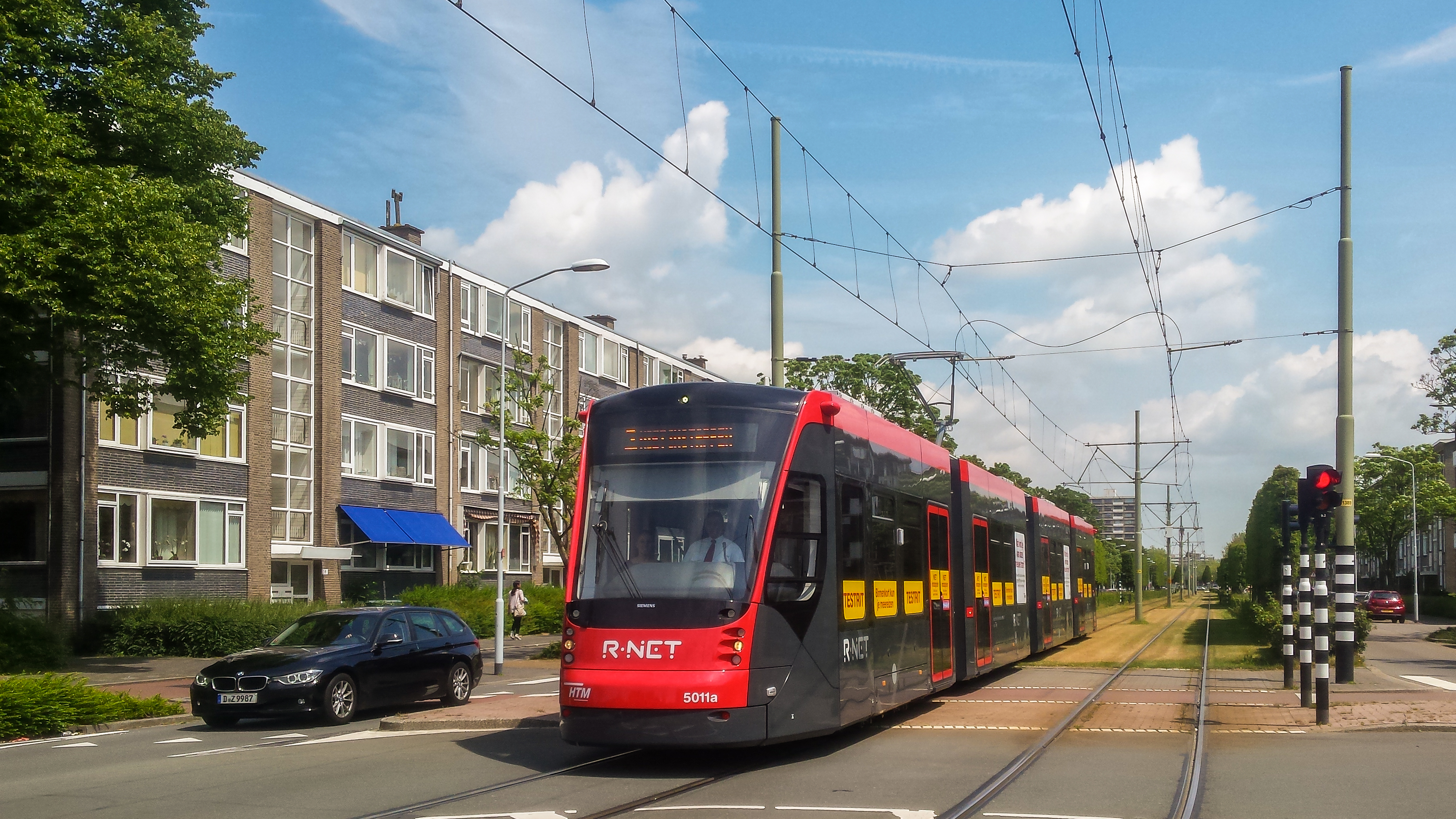
Le nouveau Siemens Avenio en Voorburg.

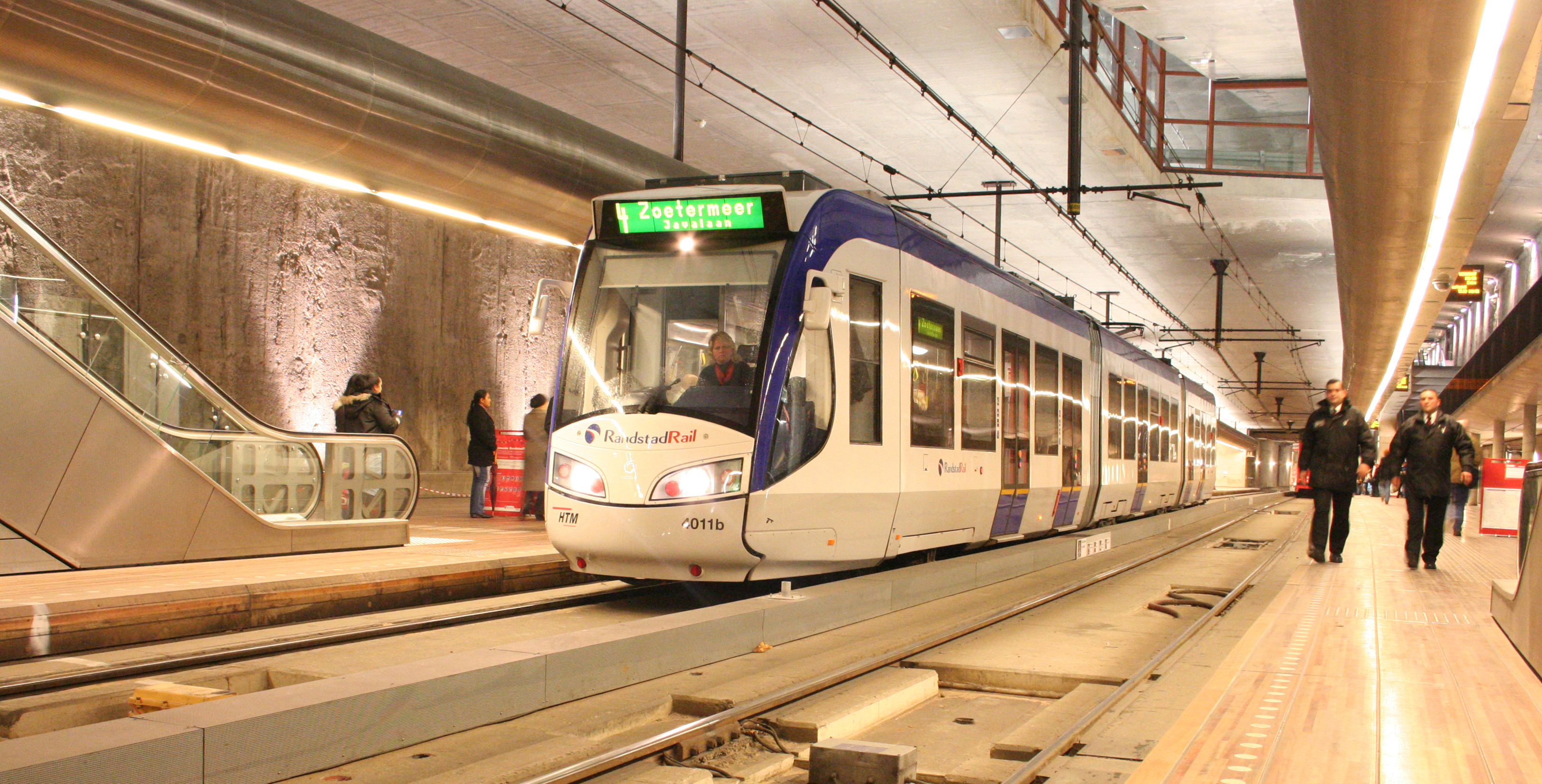
Regio Citadis, ligne 4

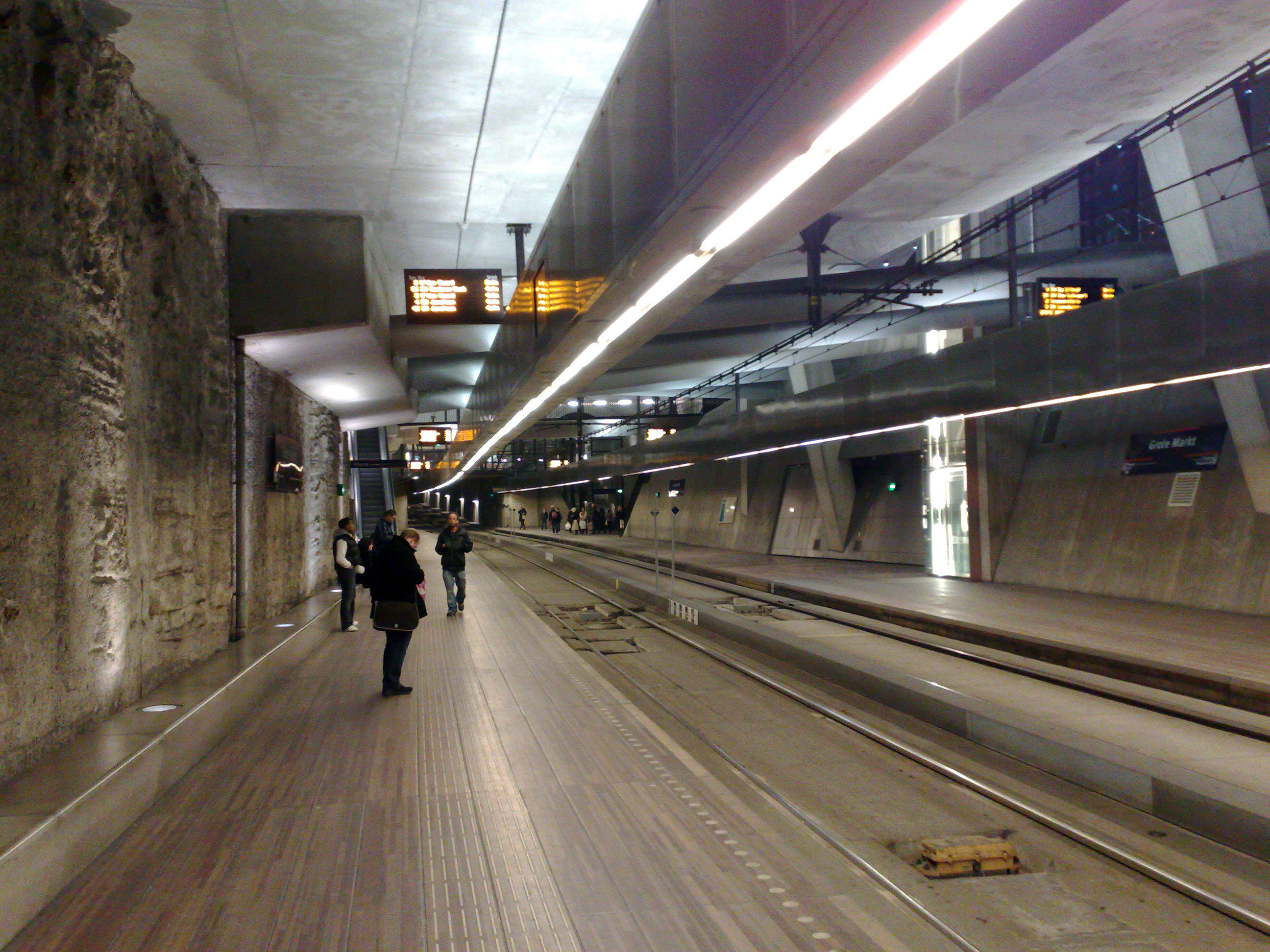
Station souterraine Grote Markt.

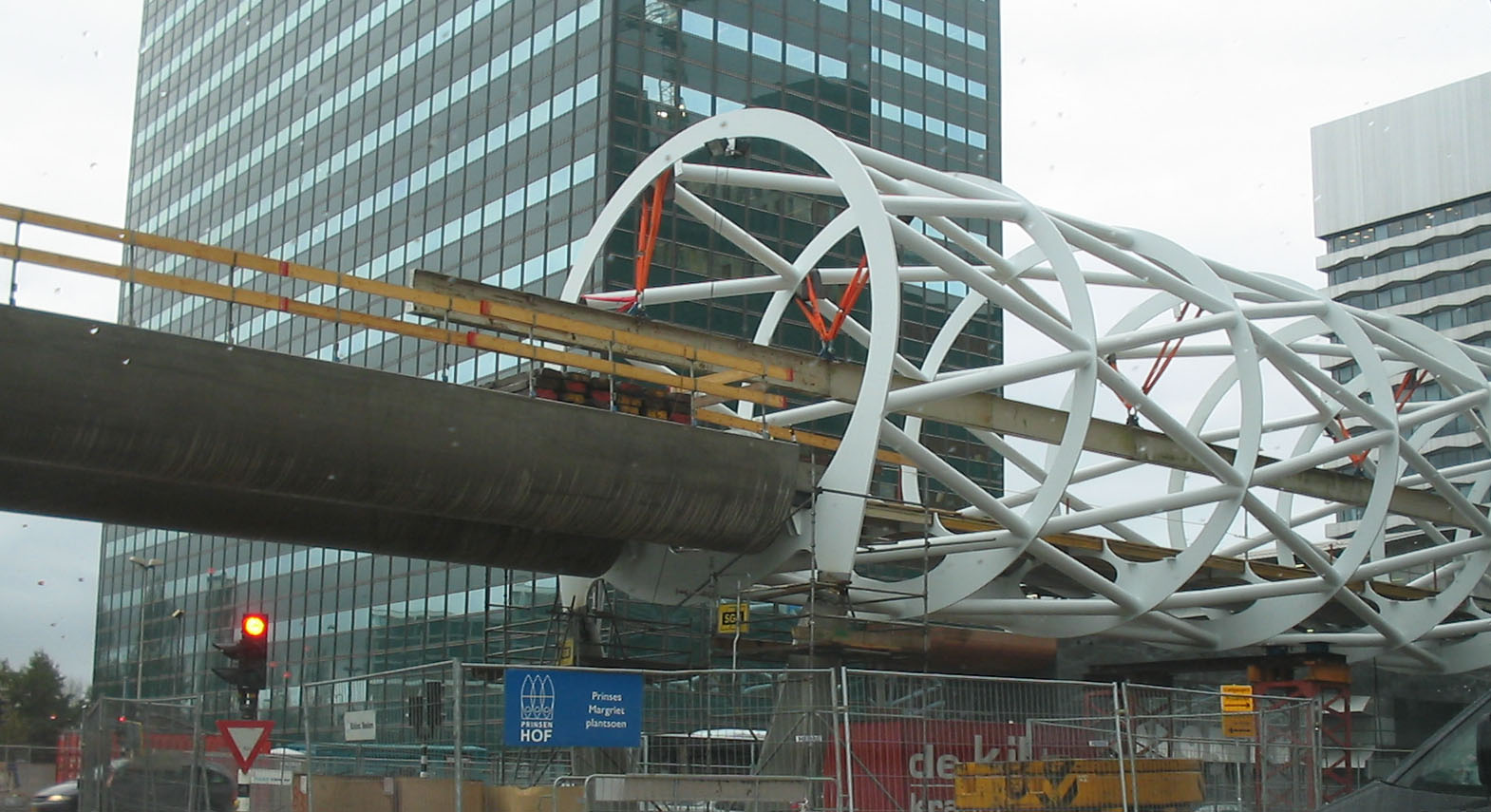
Le pont netkous en construction

Le tramway de La Haye (en néerlandais : Haagse tram) est un réseau de tramway dans la ville néerlandaise de La Haye et son agglomération. Il est exploité par HTM Personenvervoer NV en parallèle avec plusieurs lignes de bus. Le réseau est à voie normale et le système d'électrification par caténaire utilise une tension de 600 volts, le réseau RandstadRail utilisant une tension de 750 volts hors du réseau urbain.
Le réseau est depuis la fin des années 1940 prévu pour des véhicules accessibles uniquement du côté droit, avec une boucle de retournement à chaque terminus, sauf dans le cas des lignes 15 et 16 à la gare centrale de La Haye, où les lignes sont dans la continuité l'une de l'autre, ainsi que dans le cas des lignes 3 et 4, qui font partie du réseau RandstadRail, le tram-train de la région de La Haye, prévu pour des véhicules accessibles des deux côtés. Depuis 2011, le réseau est petit à petit adapté pour des véhicules bidirectionnels et depuis novembre 2015, de nouveaux véhicules bidirectionnels sont mis en service. Actuellement[Quand ?], seules les lignes 1, 6 et 12 sont encore équipées de véhicules unidirectionnels.

## Histoire
(janvier 2019).
- 25 juin 1864 : création d'une ligne (hippomobile) entre Parkstraat et Schéveningue, premier tram des Pays-Bas.
- 24 juin 1866 : premier tram Intercommunal des Pays-Bas, entre La Haye et Delft.
- 25 juin 1879 : premier tram à vapeur, de la NRS, entre la gare NRS de La Haye et Schéveningue.
- 31 juillet 1887 : la ligne hippomobile de 1866 entre La Haye et Delft est convertie à la traction à vapeur
- 2 août 1890 : premier tram à traction électrique des Pays-Bas, fonctionnant sur accumulateurs, entre het Plein et Schéveningue.
- 2 août 1904 : premier tram à caténaires, proche de l'actuelle ligne 9, entre het Plein et le Kurhaus à Schéveningue.
- 1923-1924 : la ligne entre La Haye et Delft est électrifiée en 1 200 volts.
- 15 juillet 1927 : premier tram rapide des Pays-Bas, la ligne 11 entre la Gare HS et le port de Schéveningue
- La première décennie du XXe siècle voir le réseau s'étendre sur La Haye et les environs. Entre les années 1930 et 1960, le réseau se réduit pour reprendre son expansion dans les années suivantes.
- 1927 : La compagnie des trams de La Haye créée en 1887, jusque-là une entreprise privée, pour une bonne partie dans les mains de la municipalité est renommée "Naamloze Vennootschap Gemengd Bedrijf Haagsche Tramweg-Maatschappij" (GBHTM, Société d'économie mixte des trams de La Haye).
- Septembre 1949 : Premières voitures PCC en service à La Haye.
- 1965 : 
  - La ligne I-1, de 1923/1924, convertie en 600 volts, adopte des voitures PCC et un triangle de retournement est ajouté à la gare de Delft.
  - Les derniers tweeassige stadstrams encore en service sur la ligne 11 sont retirés, marquant la fin du deuxième employé à bord.
- 1966 : La liaison avec Delft, la ligne de 1965, est ajoutée au réseau en tant que ligne 1.
- 1976 : Avec l'ouverture de la nouvelle gare centrale le premier trajet Métro léger est mis en service, y compris la station Ternoot.
- 22 juin 1981 : Le premier tram à hacheur du type GTL mis en service.
- 1er juillet 1993 : les derniers Tramways PCC sont retirés de la circulation.
- 2002 : La GBHTM de 1927 est renommée "HTM Personenvervoer NV"
- 16 octobre 2004 : Le Haagse tramtunnel (tunnel pour trams de La Haye) est mis en service entre la gare centrale et Prinsegracht, le même jour est fêté le centenaire de la première électrification par une procession de trams.
- 16 mai 2007 : la ligne de tram-train RandstadRail 4 entre en service entre De Uithof et la gare centrale
- 8 octobre 2007 : après un long retard, la ligne de tram-train RandstadRail 4 entre en service sur son trajet complet entre De Uithof et Zoetermeer, Javalaan
- 12 avril 2009 : la ligne 5 aussi appelée « Strand Express » ouvre pour la durée de l'été, et relie en particulier le parking du transferium P+R Hoornwijck à proximité des autoroutes A4/A13 aux plages de Schéveningue.
- Septembre 2009 : après la création de la boucle de retournement de Madurodam, mise en service des lignes 8 et 8k empruntant le trajet du 9, sans aller jusqu'à la plage, aux heures de pointe.

## Lignes de tram actuelles (décembre 2018)
| Ligne | Route                                                     | arrêts principaux | Matériel roulant              | Compagnie de transport | Particularités                                          |
| ----- | --------------------------------------------------------- | --- | ----------------------------- | ---------------------- | ------------------------------------------------------- |
| 1     | Schéveningue-Nord - Delft Tanthof                         | Kurhaus, World Forum, palais de la Paix, Centre, Station Hollands Spoor, Laakkwartier, Delft Station | Gtl-8                         | HTM                    |                                                         |
| 1 K   | Schéveningue-Nord - Station Den Haag HS                   | Kurhaus, World Forum, palais de la Paix, Centre, Station Hollands Spoor | Gtl-8                         | HTM                    | Seulement pendant les heures de pointe                  |
| 2     | Den Haag Kraayenstein - Leidschendam                      | De la Reyweg, Monstersestraat, HMC Westeinde, Grote Markt, Spui, gare centrale, Station Lan van NOI (Bas), Leidsenhage, HMC Antoniushove | Siemens Avenio/ Regio Citadis | HTM                    | Alternance entre Siemens Avenio et RegioCitadis         |
| 2 K   | Den Haag Kraayenstein - Station Laan van NOI              | De la Reyweg, Monstersestraat, HMC Westeinde, Grote Markt, Spui, gare centrale, Station Lan van NOI (Bas) | Regio Citadis                 | HTM                    | Seulement pendant les heures de pointe                  |
| 3     | Den Haag Loosduinen - Zoetermeer Centrum                  | Den Haag De Savorin Lohmanplein, HMC Westeinde, Grote Markt, Spui, gare centrale, Beatrixkwartier, Station Lan van NOI (Haut), Voorburg, Leidschendam-Voorburg, Forepark, Leidschenveen, Zoetermeerse Rijweg, Voorweg, Centrum-West, Seghwaert, Zoetermeerse Krakeling | Regio Citadis                 | HTM/ Randstadrail      |                                                         |
| 3 K   | Den Haag De Savorin Lohmanplein- Gare centrale de La Haye | HMC Westeinde, Grote Markt, Spui, gare centrale, Beatrixkwartier, Station Lan van NOI (Haut) | Regio Citadis                 | HTM/ Randstadrail      | Seulement pendant les heures de pointe                  |
| 4     | Den Haag De Uithof - Lansingerland-Zoetermeer             | Leyenburg, HMC Westeinde, Grote Markt, Spui, gare centrale, Beatrixkwartier, Station Lan van NOI (Haut), Voorburg, Leidschendam-Voorburg, Leidschenveen, Zoetermeerse Rijweg, Voorweg, Centrum-West, Seghwaert, Oosterheem                                             | Regio Citadis                 | HTM/ Randstadrail      |                                                         |
| 4 K   | Den Haag Monstersestraat - Lansingerland-Zoetermeer       | HMC Westeinde, Grote Markt, Spui, gare centrale, Beatrixkwartier, Station Lan van NOI (Haut), Voorburg, Leidschendam-Voorburg, Leidschenveen, Zoetermeerse Rijweg, Voorweg, Centrum-West, Seghwaert, Oosterheem                                                        | Regio Citadis                 | HTM/ Randstadrail      | Seulement pendant les heures de pointe                  |
| 6     | Den Haag Leyenburg - Leidschendam Noord                   | Haagse Markt, Grote Markt, Spui, gare centrale, Ternoot, Haagse Hout , Mariahoeve Station, Essesteijn, Leidsenhage | Gtl-8                         | HTM                    |                                                         |
| 9     | Schéveningue-Nord - Vrederust                             | Kurhaus, Circustheater, Madurodam, Malieveld, Gare centrale de La Haye, Kalvermarkt-Stadhuis, Station Hollands Spoor, Zuiderpark | Siemens Avenio                | HTM                    |                                                         |
| 9 K   | Madurodam - Vrederust                                     | Madurodam, Malieveld, gare centrale, Kalvermarkt-Stadhuis, Station Hollands Spoor, Zuiderpark | Siemens Avenio                | HTM                    | Seulement pendant les heures de pointe                  |
| 11    | Scheveningen Haven - Station Den Haag HS                  | Statenlaan, Delftselaan, Haagse Markt, Wouwermanstraat, Station Hollands Spoor | Siemens Avenio                | HTM                    |                                                         |
| 12    | Den Haag Duindorp - Station Den Haag HS                   | Delftselaan, Haagse Markt, Wouwermanstraat, Station Hollands Spoor | Gtl-8                         | HTM                    |                                                         |
| 15    | Nootdorp- Station Den Haag Centraal                       | Ypenburg, Rijswijk, Laakkwartier, Waldorpstraat / Station Hollands Spoor, centrum, Buitenhof, Korte Voorhout, gare centrale | Siemens Avenio                | HTM                    | Continue après Station Den Haag Centraal comme ligne 17 |
| 16    | Den Haag Statenkwartier - Wateringen                      | Gemeentemuseum / Museon, Buitenhof, Korte Voorhout, gare centrale, Kalvermarkt - Stadhuis, Hollands Spoor Station, Laakkwartier , Spoorwijk, Moerwijk Station, Wateringse Veld                                                                                         | Gtl-8                         | HTM                    |                                                         |
| 17    | Gare centrale de La Haye Wateringen                       | Gare centrale, Rijswijkseplein, Station Hollands Spoor, Laakkwartier, Rijswijk Station, Wateringse Veld | Siemens Avenio                | HTM                    | Continue après Station Den Haag Centraal comme ligne 15 |
| 19    | Leidschendam - Delft Station                              | Leidsenhage, Station Ypenburg, Ypenburg, Ryswick | Regio Citadis                 | HTM                    |                                                         |

1 Les lignes forment en fait une seule ligne dans le sens où un tram 15 qui arrive à Den Haag Centraal (gare centrale) continue comme un tram 17 et vice-versa, en faisant le tour du centre-ville dans les deux senses comme tram 17.

## Matériel
Entre 1904 et 1929 le réseau urbain a été équipé de motrices et voitures à 2 essieux. une partie des voitures étaient ouvertes, pour le trafic estival des lignes desservant Schéveningue.
L'achat de véhicules à quatre essieux s'est limité a une motrice et une série de voitures pour les lignes extérieures

## Projets
Ligne 4 (RandstadRail): la prolongation de la ligne est prévue au printemps 2019, depuis le terminus actuel Javalaan à la gare de Lansingerland-Zoetermeer, en exploitation depuis le 9 décembre 2018, donnant correspondance au service "Sprinter" (omnibus) des NS de la ligne ferroviaire La Haye Central - Gouda - Utrecht Central du réseau ferré national.
Ligne 19 (RandstadRail) : la prolongation de la ligne est prévue pour la mi-2020 depuis le terminus actuel de Delft Station à TU - Technopolis (université de technologie de Delft) ayant 7 arrêts supplémentaires.
Une troisième ligne RandstadRail est utilisée comme métro, ayant une tronçon commun avec lignes 3 et 4 entre La Haye Laan van Nieuw Oost-Indië (correspondance avec le réseau ferré national) et La Haye Leidschenveen. Cette ligne E (La Haye centrale - Slinge) est gérée par la RET, la société de transports en commun de Rotterdam, et fait partie du réseau de métro de Rotterdam.

## Traduction
- (nl) Cet article est partiellement ou en totalité issu de l’article de Wikipédia en néerlandais intitulé « Haagse tram » (voir la liste des auteurs).